# Pink Skies Ahead
Pink Skies Ahead ist eine Tragikomödie von Kelly Oxford, die Mitte Oktober 2020 beim virtuellen AFI Fest ihre Premiere feierte.

## Handlung
Im Jahr 1998 in Los Angeles. Die 20-jährige Winona ist durch die Führerscheinprüfung gefallen, und das nicht zum ersten Mal. Die junge Frau fragt sich, warum ihr nichts gelingt, selbst solche Dinge nicht, die für andere selbstverständlich sind. Nachdem Winona das College abgebrochen hat, weil sie es für Zeitverschwendung hielt, ist sie wieder zu ihren Eltern gezogen. Auch wenn sie keinen Führerschein hat, bezahlt ihr Vater Robert sie dafür, ihn zur Arbeit zu fahren und Gelegenheitsarbeiten in seinem Büro zu erledigen, doch das alles ist nur eine Notlösung.
Winonas beste Freundin ist Stephanie, die wegen ihrer Kleptomanie einen Ladendiebstahl nach dem anderen begeht. Jedes Mal, wenn sie in den Supermarkt gehen, ist es Winonas Aufgabe, den Mitarbeiter abzulenken, während sich Stephanie die Taschen mit Süßigkeiten füllt. Die Abende verbringen beide meist in einer Kneipe. Als Winona in ihrer Achselhöhle einen Knoten ertastet, geht sie zu Dr. Cotton, ihrem früheren Kinderarzt, den sie noch immer regelmäßig aufsucht. Nachdem er sie davon überzeugt hat, dass körperlich mit ihr alles in Ordnung ist, überweist er sie an die Psychiaterin Dr. Monroe, denn in all den Jahren, in denen Winona seine Patientin war, hat Dr. Cotton sie wegen ihrer selbst diagnostizierten, psychosomatischen Beschwerden immer wieder beruhigen müssen und vermutet bei ihr eine Angststörung. Da sie bislang noch keine Panikattacke hatte, steht sie der Einschätzung ihres Arztes skeptisch gegenüber und lebt ihr wildes Leben daher wie gewohnt weiter.
Bald jedoch gerät Winonas Leben völlig außer Kontrolle. Erst glaubt sie, ihr Vater betrüge ihre Mutter Pamela, dann muss sie erfahren, dass ihre Eltern planen, ihr Haus zu verkaufen, um ohne sie in ein kleineres zu ziehen.

## Produktion
Regie führte Kelly Oxford, die auch das Drehbuch schrieb. Die kanadische Autorin und Bloggerin gibt mit Pink Skies Ahead ihr Filmdebüt. Oxford baute den Film auf ihrem Essay No Real Danger auf, der Teil ihres Buches When You Find Out the World Is Against You ist, und verlegte den Handlungsort von Calgary nach Südkalifornien.

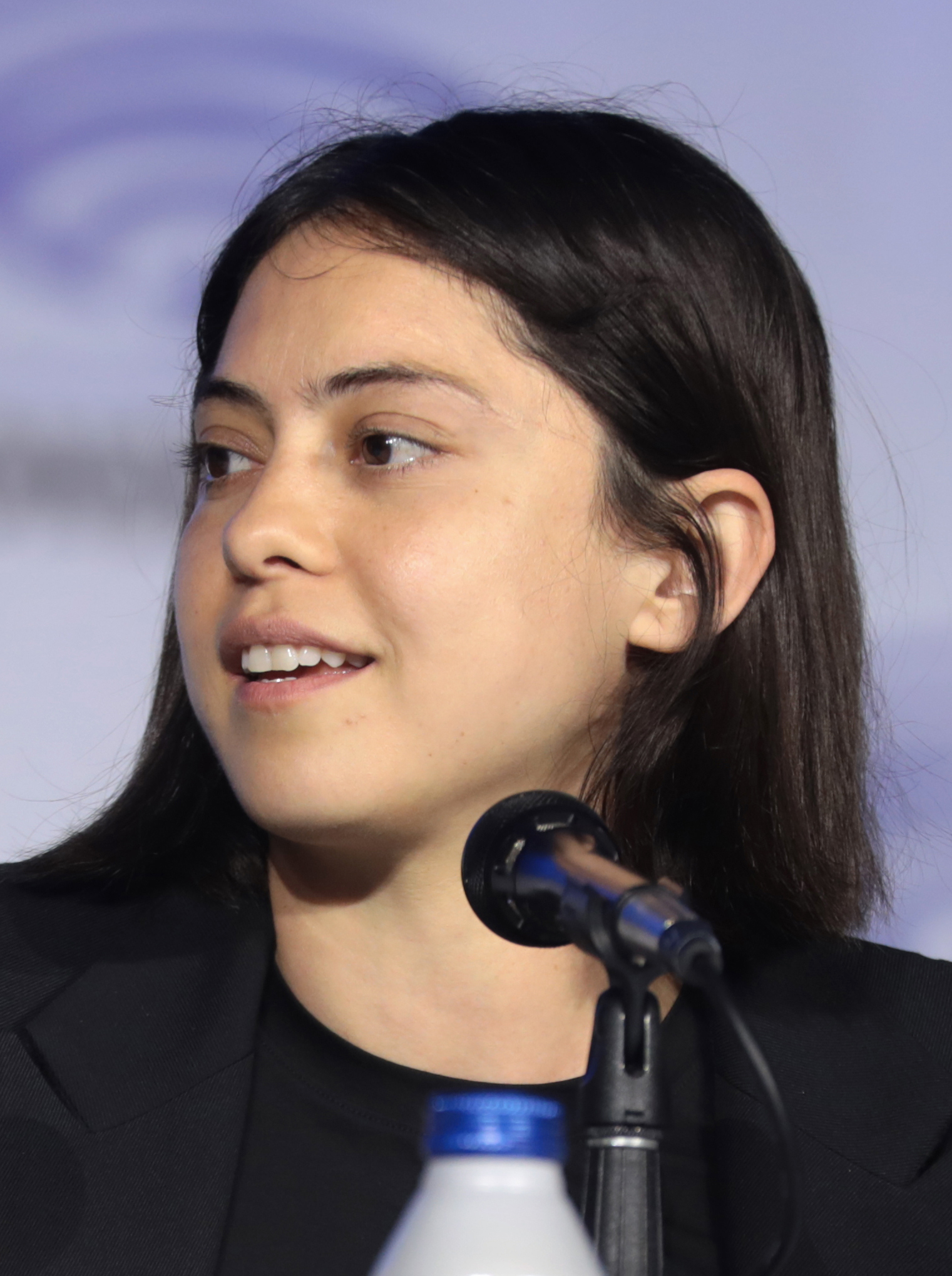
Rosa Salazar spielt Addie

Die britische Schauspielerin Jessica Barden erhielt die Hauptrolle von Winona. Michael McKean spielt ihren Vater Richard, Marcia Gay Harden ihre Mutter Pamela. Henry Winkler ist in der Rolle ihres Arztes Dr. Cotton zu sehen und Mary J. Blige in der Rolle von Dr. Monroe. Rosa Salazar spielt Addie.
Die Filmmusik komponierten Adrian Galvin und Ariel Loh. Das Soundtrack-Album mit 21 Musikstücken wurde im Oktober 2021 von Filmtrax/Atlantic Screen Music als Download veröffentlicht.
Die Premiere des Films war im März 2020 beim South by Southwest Film Festival geplant, das jedoch aufgrund der Coronavirus-Pandemie abgesagt wurde. Eine erste Vorstellung erfolgte schließlich am 17. Oktober 2020 beim virtuellen AFI Fest. Im Vorfeld sicherten sich die MTV Studios die Filmrechte.

## Rezeption

### Kritiken
Der Film stieß bislang auf die Zustimmung von 82 Prozent in allen acht Kritiken bei Rotten Tomatoes.

### Auszeichnungen
Philadelphia Film Festival 2020
- Nominierung im First Feature Competition (Kelly Oxford)[16]

South by Southwest Film Festival 2020
- Nominierung für den Grand Jury Award – Narrative Feature (Kelly Oxford)